# 中村秀昭
中村 秀昭（なかむら ひであき、1956年7月17日 - ）は、TBS（東京放送→TBSテレビ）のアナウンサー（1979年 - 2012年）。

## 来歴
熊本県熊本市生まれ。東京都立小松川高等学校→早稲田大学政治経済学部卒業。1979年4月に東京放送へアナウンサー第18期生として入社（同期は林正浩、同じ早大出身の同期にJNN・JRN系列でも同期にあたる元CBCアナウンサーの宇都宮秀則、同会長の杉浦正樹、元フジテレビの近藤雄介がいる）。2004年10月には社内再編により他のアナウンサーとともにTBSテレビへの出向社員となり、2009年4月持株会社化に伴い、正式にTBSテレビの社員となる。
新人アナ時代から、スポーツ局に属しており、スポーツ番組の殆どやニュース番組のスポーツニュースのコーナーなどに起用されていた。中継の主な担当競技は、野球、相撲、ボクシング、バレーボール、陸上競技、バドミントン、アイスホッケー。
1992年7月開催のバルセロナ・オリンピックでは、TBSユニ取材を担当。2007年10月11日に行われた、「世界ボクシング評議会（WBC）フライ級タイトルマッチ12回戦」王者・内藤大助（宮田）vs挑戦者・亀田大毅（協栄） でのラジオ実況を担当した。
スポーツ以外の分野では、1990年12月の日本人初宇宙旅行の特番において、打ち上げリポートを務めた事もある。
編成局アナウンス部担当部長やスポーツ局を兼務・歴任した後、2012年6月1日付でTBSテレビ編成考査局審査部担当部長に異動した。ただし、以前から予定されていたスポーツ実況については異動後も担当した（同年6月16日にRCCラジオで放送された『RCCカープデーゲーム中継』西武対広島戦の裏送り実況など）。2016年7月31日を以って定年退職。

## エピソード
TBSアナウンサー当時、趣味にマラソンを挙げており、時々TBSの本社までマラソンで通勤したり、マラソン・駅伝中継を担当する際に、実際に取材も兼ねてコースを走ってみることもあるという。2012年3月にTBS社内の公式クラブ活動としてランニングクラブ「TBSランニングBOO」が発足した際、初代部長へ就任した。

## 出演番組

### テレビ
- スポーツ中継
  - 侍プロ野球
  - プロボクシング中継（『ガッツファイティング』など）
    - WBA世界Jr.ライト級タイトル戦畑山2階級制覇（2000年6月11日、15:30 - 17:00）[10]

  - 陸上競技中継（マラソン、駅伝など）
    - 別府大分毎日マラソン実況中継
    - ニューイヤー駅伝

  - 大相撲ハイライト[1]（1980年代頃、毎場所朝に『JNNおはようニュース&スポーツ』内コーナーとして放送[11]。1982年初場所より担当[1]）
    - 大相撲3月場所ハイライト（1985年3月）[12]
- JNNおはようニュース&スポーツ（1983年）[4][5]
- 3時にあいましょう
- JNNニュースコープ（1986年[4][5]。スポーツ担当[3]）
- JNNニュース22プライムタイム（1987年）[5][10]
- スーパーワイド
- '90宇宙プロジェクト特番 日本人初!宇宙へ（打ち上げリポート）[13]

### ラジオ
- スポーツ中継
  - TBSラジオ エキサイトベースボール（プロ野球）…メインカード（主に巨人戦）の登場は少なく、主にパ・リーグの試合の取材や系列局向け（主にHBC・RKBなど）の裏送り実況を担当していた。
  - ボクシング中継
  - 大相撲実況中継／待ったなし大相撲
  - バレーボール中継
    - 四ヶ国対抗女子バレーボールレニングラード大会実況中継（1984年6月1日、23:55 - 27:00）[14]

  - 広島アジア大会中継（1994年10月）
    - ASIAN HARMONY アジア大会広島'94華麗に開幕!（1994年10月2日、13:00 - 15:00）[14]
    - アジア大会閉会式（1994年10月16日、18:00 - 20:00）[14]

  - 陸上競技中継
    - 世界陸上女子マラソン実況中継（1999年8月29日、26:00 - 29:00）[14]
    - ニューイヤー駅伝
- 久米宏 ラジオなんですけど（2012年11月10日、メッセージテーマ『ラジオを聴いていて、ふと疑問に思うこと』より「野球中継でアナウンサーはいつトイレに行くのですか?」という質問に対する解答者として電話出演）[15]

## 関連書籍
- 堂場瞬一『チーム』（2008年、実業之日本社。「実業之日本社文庫」〉 ISBN 9784408550237 ※著者との対談が掲載。